# یژی ریبیتسکی
یژی ریبیتسکی (انگلیسی: Jerzy Rybicki؛ زادهٔ ۶ ژوئن ۱۹۵۳) بوکسور اهل لهستان بود.
وی در مسابقات کشوری و بین‌المللی در مجموع برندهٔ ۱ مدال طلا، ۴ مدال برنز شده‌است.